# Федеральное агентство по промышленности
Федеральное агентство по промышленности России (Роспром) — федеральный орган исполнительной власти, находившийся в ведении Министерства промышленности и энергетики. Осуществлял функции по оказанию государственных услуг, управлению государственным имуществом в сфере машиностроения, металлургической, химической, нефтехимической, биотехнологической, медицинской, легкой, лесной, целлюлозно-бумажной и деревообрабатывающей, авиационной, судостроительной, электронной промышленности, промышленности средств связи, радиопромышленности, промышленности боеприпасов и специальной химии, химического разоружения, промышленности обычных вооружений.
Также являлся уполномоченным (национальным) органом Российской Федерации по выполнению Конвенции о запрещении разработки, производства, накопления и применения химического оружия и его уничтожении и Конвенции о запрещении разработки, производства, накопления запасов бактериологического (биологического) и токсинного оружия и об их уничтожении.

## Основные функции
- оказание государственных услуг в сфере развития и обеспечения производственной, научно-технической и инновационной деятельности, в том числе с использованием новейших мировых достижений науки и техники;
- осуществление правоприменительных функций в области реализации государственной промышленной, инновационной и военно-технической политики, ведение реестров организаций оборонно-промышленного комплекса, аэродромов экспериментальной авиации, а также других реестров, регистров в соответствии с законодательством Российской Федерации;
- осуществление в сфере деятельности Агентства функций главного распорядителя средств федерального бюджета и государственного заказчика государственного оборонного заказа, соответствующих межгосударственных и федеральных целевых программ, а также строек и объектов федеральной адресной инвестиционной программы;
- обеспечение совместно с государственными заказчиками выполнения государственной программы вооружения и государственного оборонного заказа;
- обеспечение в пределах своей компетенции реализации государственной политики в области соглашений о разделе продукции;
- координирование взаимных поставок специальных комплектующих изделий и материальных ресурсов для изготовления продукции военного назначения в рамках производственной кооперации организаций государств — участников Содружества Независимых Государств;
- принятие решений по вопросам оборота специальных материалов и специального оборудования для производства вооружения, боеприпасов к нему, военной техники, запасных частей, комплектующих изделий и приборов к ним, взрывчатых веществ и отходов их производства, а также средств взрывания, порохов промышленного назначения и пиротехнических изделий;
- определение в установленном порядке организаций, являющихся разработчиками и производителями продукции военного назначения, участвующих в выполнении внешнеторговых контрактов на поставку продукции военного назначения, и обеспечение координации выполнения этих внешнеторговых контрактов;
- рассмотрение вопросов о предоставлении российским организациям, являющимся разработчиками и производителями продукции военного назначения, относящимся по принадлежности к Агентству, права на осуществление внешнеторговой деятельности в отношении продукции военного назначения и подготовка в установленном порядке соответствующих материалов;
- реализация от имени Российской Федерации полномочий собственника в отношении прав на соответствующие результаты интеллектуальной деятельности организаций, подведомственных Агентству, в пределах и порядке, установленных федеральным законодательством;
- участие в выполнении международных договоров Российской Федерации в сфере деятельности Агентства;
- обеспечение выполнения мероприятий по мобилизационной подготовке, гражданской обороне, хранению материальных ценностей мобилизационного резерва, защите сведений, составляющих государственную и служебную тайну, организации ведомственной охраны.

## Руководитель агентства
Дутов, Андрей Владимирович

## Структура агентства
- Управление авиационной промышленности
- Управление военно-технического сотрудничества и кооперационных программ
- Управление промышленности боеприпасов и спецхимии
- Управление судостроительной промышленности
- Управление «Центр конвенционных проблем и программ разоружения»
- Сводное управление программ развития промышленности
- Управление имущественных и корпоративных отношений, структурных реформ отраслей промышленности
- Правовое управление
- Управление промышленности обычных вооружений
- Управление радиоэлектронной промышленности и средств управления (бывш. Российское агентство по системам управления )
- Управление гражданских отраслей промышленности, химико-технологического и биотехнологического комплекса
- Управление экономики отраслей промышленности
- Управление мобилизационной подготовки
- Управление бухгалтерского учёта и финансов
- Управление по защите государственной тайны и безопасности
- Управление делами

## Упразднение агентства
Агентство упразднено Указом Президента РФ от 12.05.2008 N 724.